# Заклинание змей

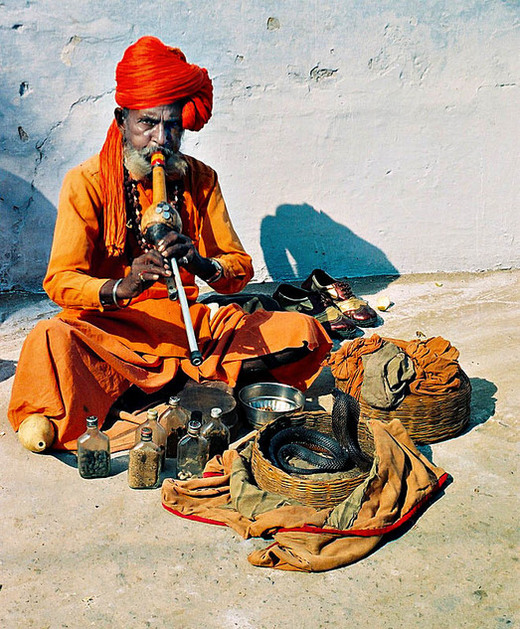
Заклинатель змей

Заклина́тель змей («беде») — одна из древнейших профессий в Индии. Искусство заклинания змей зародилось в Египте. Популярность профессии заклинателя змей возросла в XX веке и широко использовалась для привлечения туристов в Индию. Одним из самых искусных заклинателей змей считается Шейх Мусса из Луксора.
Существует несколько теорий дрессировок змей. Одна из них — это дрессировка с использованием ударов флейтой, в результате чего змея боится флейты и отклоняется от неё, что создает иллюзию танца в такт звукам флейты.

## Краткие сведения

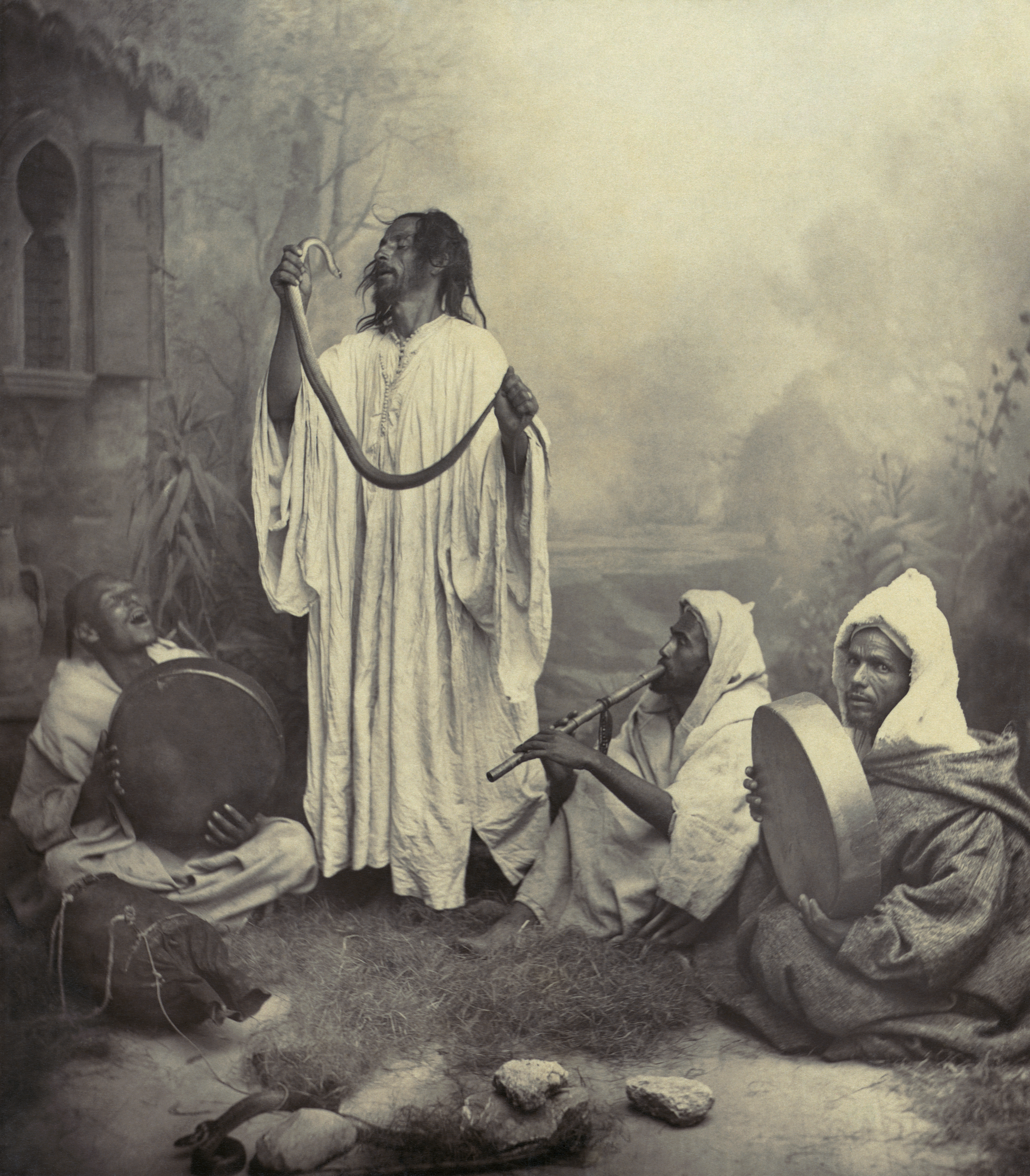
Заклинатели змей в Танжере, Марокко. Конец XIX века

По словам Альфреда Брема, «Змеи, содержимые в неволе, постепенно вступают в дружеские отношения с ухаживающим за ними человеком, берут предлагаемую им пищу у него из рук или из щипцов, позволяют трогать себя, брать, носить в руках и даже могут быть до некоторой степени дрессированы; но истинной привязанности к хозяину совершенно не замечается, а скорее даже наблюдается обратное у сильных видов или способных к обороне благодаря их ядовитым зубам».
Заклинатель может проделывать одинаковые фокусы с любой змеёй, только что пойманной или долго содержавшейся взаперти. Всё искусство заклинателей основано на проворстве, внимательности самого заклинателя и на точном знании поведения змей. Заклинатель змей старается обыкновенно привести змею сначала в спокойное, сонное состояние. Для этого он начинает играть на особого рода кларнете или дудке однообразную мелодию, наблюдая за животным. Когда змея впадает в состояние сонливости и её глаза смотрят уже неподвижно, тогда заклинатель пользуется этим мгновением слабости змеи, осторожно приближается к ней, не переставая играть, и проделывает с ней свои манипуляции. Индусы, брамины и египтяне ведут игру с самыми ядовитыми змеями. Так в руках заклинателей можно увидеть кобру, аспида и королевскую наю. У тех змей, которых постоянно употребляют для представлений, почти всегда вырывают ядовитые зубы. Однако, некоторые опытные заклинатели превосходно справляются с такими ядовитыми змеями, которые обладают своим смертоносным оружием.